# Weberocereus tonduzii
Weberocereus tonduzii là một loài thực vật có hoa trong họ Cactaceae. Loài này được (F.A.C. Weber) D.R. Hunt miêu tả khoa học đầu tiên năm 1985.

## Hình ảnh

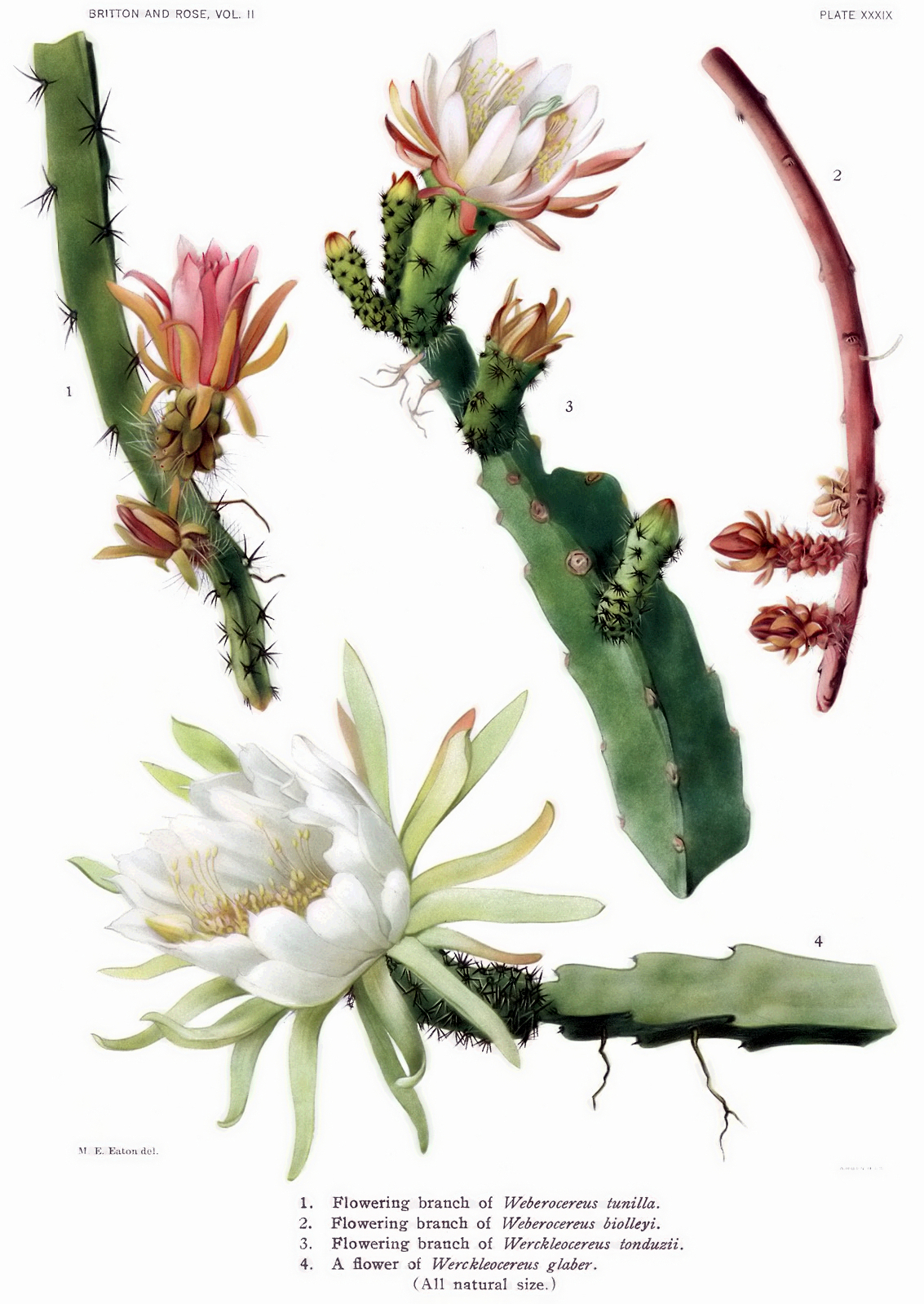
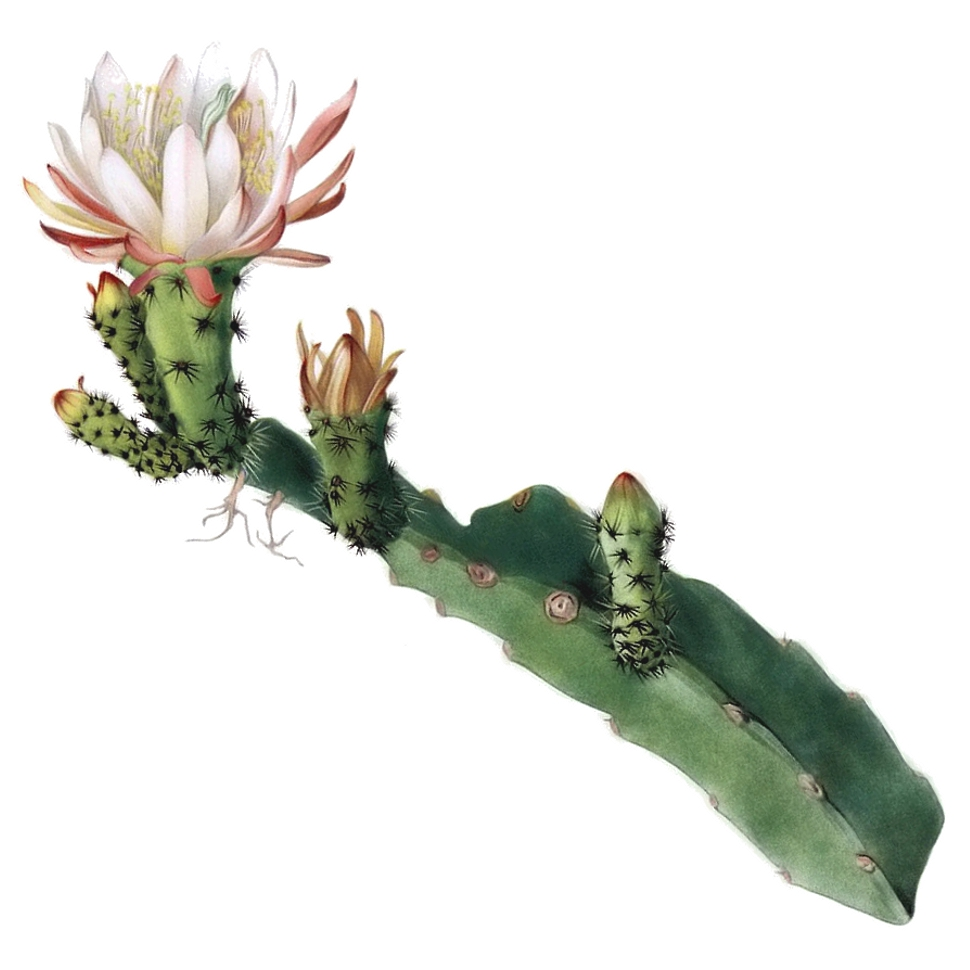